# José Cafasso
São José Cafasso (Castelnuovo Don Bosco, 15 de janeiro de 1811 — Turim, 23 de junho de 1860) foi um padre e sacerdote italiano. Desde criança sentiu-se chamado ao sacerdócio.
Foi ordenado padre aos vinte e três anos de idade. Destacou-se pelo serviço aos pobres e o zelo pela salvação das almas. Depois de dedicado trabalho na igreja São Francisco de Assis, em Turim, foi nomeado reitor e formador de novos sacerdotes: estima-se que tenha formado mais de cem sacerdotes. Era curvado, devido a um problema na coluna.
São João Bosco foi um dos vocacionados por São José Cafasso, que o serviu como professor, conselheiro e director espiritual por  20 anos.
É considerado co-fundador dos Salesianos.
Por vários anos dedicou-se à confissão dos encarcerados e encarceradas: era certo de que queria ouvir os presos e condenados, e consola-los mesmo depois da Confissão. Ficou famoso por suas constantes visitas às prisões, e nos enforcamentos que eram realizados em sua cidade. Dentre os vários ofícios que assumidos, destacava-se a evangelização aos condenados à morte, tanto que é conhecido como o Santo da Forca.
Morreu jovem, em 23 de junho de 1860 com qüarenta e nove anos de idade.
Sua festa litúrgica é celebrada aos 23 de junho.
Foi canonizado em 1947 pelo Papa Pio XII.